# 190. strelska divizija (ZSSR)
190. strelska divizija (izvirno rusko 190. стрелковая дивизия; kratica 190. SD) je bila strelska divizija Rdeče armade v času druge svetovne vojne.

## Zgodovina
Divizija je bila ustanovljena leta 1941 v Čerkasiju in bila uničena oktobra istega leta v Rževu.